# Rewolta Andresa Novalesa
Rewolta Andresa Novalesa (1823) - jednodniowy bunt pod wodzą Andresa Novalesa, kreolskiego oficera, do jakiego doszło na Filipinach.
Novales był kapitanem hiszpańskiej armii. Nie podobało mu się to, w jaki sposób są traktowani kreolscy żołnierze, dodatkowo obawiał się, że Hiszpania przyśle z metropolii więcej rodowitych Hiszpanów, aby objęli na Filipinach komendę zamiast kreolskich oficerów. Hiszpańskie władze wiedziały o panujących nastrojach i część Kreolów rozesłały w odległe rejony Filipin. Novales otrzymał polecenie wyjazdu na Mindanao do walki z piratami. Pozostał w Manili. 1 czerwca 1823 rozpoczął się bunt. Ok. 800 żołnierzy pod wodzą Novalesa opanowało pałac wicekróla, katedrę manilską, ratusz (cabildo) i większość śródmieścia stolicy. Żołnierze w bojowym zapale okrzyknęli młodego oficera cesarzem. Bunt załamał się, gdy nie udało się im zdobyć Fortu Santiago, bronionego przez brata Andresa, Mariano. Pozostał on wierny władzom. Po nadejściu odsieczy bunt uśmierzono jeszcze tego samego dnia. Andres Novales próbował się ukryć, ale został znaleziony i rozstrzelany w jednym z ogrodów razem z dowódcami spiskowców. Mariano Novales miał być rozstrzelany razem z nimi, ale grupa obywateli miasta uprosiła jego ocalenie, ponieważ ocalił władze, zamykając bramy Fortu Santiago. Po tych wydarzeniach Mariano oszalał, do końca życia żył ze skromnej pensji 14 pesos.
Novales stał się jednym z bohaterów narodowych Filipińczyków.